# Movimento Patriottico
Il Movimento Patriottico (in croato: Domovinski pokret - DP), precedentemente noto come Movimento Patriottico di Miroslav Škoro (in croato: Domovinski pokret Miroslava Škore - DPMŠ), è un partito politico croato di orientamento di destra, fondato nel 2020 da Miroslav Škoro.

## Storia
Dopo la militanza nell'Unione Democratica Croata, Škoro si era candidato alle elezioni presidenziali del 2019 col sostegno di Partito Conservatore Croato (HKS), Crescita Croata (Hrast) e Most raggiungendo il 24,75% dei voti: nonostante il mancato accesso al secondo turno, l'avanzata elettorale aveva posto le basi per la nascita di un nuovo soggetto politico di stampo «sovranista».
Il 29 febbraio successivo si costituisce così il Movimento Patriottico e, in vista delle elezioni parlamentari del 2020, vengono avviati i negoziati per la formazione di un'alleanza con altri partiti affini: oltre ai conservatori e a Hrast, rispondono all'appello anche i Sovranisti Croati e il Blocco per la Croazia, mentre Most si defila. La coalizione ottiene complessivamente il 10,89% dei voti e 16 seggi.
Dopo l'esito elettorale l'alleanza si spacca e al Sabor si formano due distinti gruppi parlamentari: da una parte il Movimento Patriottico, gruppo al quale aderiscono anche il deputato di Blocco per la Croazia e un indipendente; dall'altro i Sovranisti Croati, gruppo integrato dai deputati di HKS e di Hrast.

## Risultati
| Elezione                                                                  | Voti    | %     | Seggi    |
| ------------------------------------------------------------------------- | ------- | ----- | -------- |
| Parlamentari 2020                                                         | 181.493 | 10,89 | 10 / 151 |
| Europee 2024                                                              | 65.383  | 8,82  | 1 / 12   |
| Parlamentari 2024                                                         | 202.714 | 9,56  | 12 / 151 |
| a In coalizione con HS - Block - HKS - Hrast - SU - ZL (totale seggi: 16) |         |       |          |